# Subliminal (rapper)
Subliminal (in ebraico סאבלימינל‎?), pseudonimo di Ya'akov Shimoni, detto Kobi (in ebraico יעקב "קובי" שמעוני‎?; Tel Aviv, 13 novembre 1979), è un rapper e produttore discografico israeliano.

## Biografia
Subliminal è nato a Tel Aviv, in Israele, da padre ebreo tunisino e madre ebrea iraniana. Ha iniziato a esibirsi a 12 anni, e a 15 ha fatto amicizia con Yoav Eliasi, il futuro rapper Ha'Tzel. Nel 1995 i due hanno iniziato a esibirsi insieme nei club israeliani, ottenendo un grande successo tra gli adolescenti, e nel 2000 hanno registrato il loro primo album, Ha'Or m'Zion.  Durante la Seconda Intifada, i due hanno iniziato a scrivere canzoni patriottiche, tanto che il loro è stato soprannominato "Hip-Hop sionista". Inoltre, al contrario di altri rapper, celebrano le forze dell'ordine e disprezzano la droga e l'alcol.
Subliminal, essendo figlio di rifugiati, ha commentato: "In Tunisia, mio padre e la sua famiglia dovevano sempre chiudere porte e finestre ogni volta che celebravano festività ebraiche, per paura di attacchi". Entrambi i miei genitori, ha detto, "fuggirono per salvarsi la vita" in Israele, dove hanno passato decenni a riprendersi dalle persecuzioni che hanno subito.
Subliminal e Ha'Tzel hanno collaborato con il rapper palestinese Tamer Nafar, fondatore del gruppo DAM, ma in seguito si sono separati per le loro opinioni politiche divergenti.

## Vita privata
Nel 2010 Subliminal ha sposato Ines Goldberg.

## Discografia

### Album studio
- Ha'Or m'Zion (האור מציון, "La luce di Sion") (2000)
- Ha'Or Ve'Ha'Tzel con Ha'Tzel (האור והצל, "La luce e l'ombra") 2002
- TACT All-Stars con Mishpacha TACT (תאקט אול סטארז, "TACT All-Stars") (2004)
- Bediuk Kshe'Chashavtem she'Hakol Nigmar (בדיוק כשחשבתם שהכל נגמר, "Proprio quando pensavate che fosse tutto finito") (2006)
- Jew-Universal (2011)

### Singoli
Non-album singoli
- Shir Shel Rega Eḥad (in ebraico שיר של רגע אחד‎?, "Canzone di un momento") (2005)
- Yoter mi'Zeh Anaḥnu lo Tzrikhim (in ebraico יותר מזה אנחנו לא צריכים‎?, "Non ci serve più di questo") con Itzik Shamli (2006)

Da TACT All-Stars
- Hineni/Viens Ici (in ebraico הנני‎?/Viens Ici, "Eccomi qua") con Francky Perez (2004)
- Lama (in ebraico למה‎?, "Perché?") (2004)
- Prahim ba'Kaneh (in ebraico פרחים בקנה‎?, "Fiori nelle torrette") (2004)
- Peace in the Middle East (in ebraico שלום במזרח התיכון‎?, "Pace in Medio Oriente") (2005)

#### Solista
Da Bediuk Kshe'Hashavtem she'Hakol Nigmar
- Hamakom Hamushlam (in ebraico המקום המושלם‎?, "il posto perfetto") (2006)
- Classit u'Parsi (in ebraico קלסית ופרסי‎?, "Classico e Persiano") con Joe Budden e Miri Ben-Ari (2006)
- Toro (in ebraico טורו‎?, "Toro") con Alon De Loco (2006)
- In Tel Aviv (in ebraico אין תל אביב‎?, "A Tel Aviv") con Wyclef Jean e Ha'tzel (2006)
- Lifamim ani Margish (in ebraico לפעמים אני מרגיש‎?, "A volte mi sento") con David Broza (2006)

##### Non-album singoli
- Adon Olam Ad Matai? (in ebraico אדון עולם עד מתי‎?, "Dio onnipotente, quando finirà?") con Miri Ben-Ari (2007)
- Bat Shishim (ebraico: "60 anni") - è stata cantata per il 60º anniversario della nascita dello Stato d'Israele (2008)
- HaSod ( ebraico: "Il segreto") con Sarit Hadad e Ha'Tzel (2008)
- Alay (in ebraico עלי‎?, "Su di me") con Dana International (2009)
- International (in ebraico אינטרנשיונל‎?, "International") (2010)
- Fuego (inglese) con Tony Touch (2010)
- In Love (ebraico) con Liran Aviv (2011)
- Get Money Remix con Timati (2015)